# Aglaojoppa rothneyi
Aglaojoppa rothneyi är en stekelart som beskrevs av Cameron 1902. Aglaojoppa rothneyi ingår i släktet Aglaojoppa och familjen brokparasitsteklar. Inga underarter finns listade i Catalogue of Life.